# Station Ham-en-Artois
Station Ham-en-Artois is een spoorwegstation in de Franse gemeente Ham-en-Artois aan de spoorlijn Arras - Dunkerque-Locale.